# Brionne (Eure)
Brionne – miejscowość i gmina we Francji, w regionie Normandia, w departamencie Eure.
Według danych na rok 1990 gminę zamieszkiwało 4408 osób, a gęstość zaludnienia wynosiła 263 osoby/km² (wśród 1421 gmin Górnej Normandii Brionne plasuje się na 54. miejscu pod względem liczby ludności, natomiast pod względem powierzchni na miejscu 100.).